# Zapoteca (biljni rod)
Zapoteca, biljni rod iz porodice Fabaceae, dio potporodice Caesalpinioideae. Postoji 18 priznatih vrsta raširenih po Srednjoj i Južnoj Americi. Trajnice i grmovi. Rod je dobio ime po istoimenim Indijancima Zapotec.

## Vrste
1. Zapoteca aculeata (Spruce ex Benth.) H.M.Hern.
2. Zapoteca alinae H.M.Hern.
3. Zapoteca amazonica (Benth.) H.M.Hern.
4. Zapoteca andina H.M.Hern.
5. Zapoteca balsasensis H.M.Hern.
6. Zapoteca caracasana (Jacq.) H.M.Hern.
7. Zapoteca costaricensis (Britton & Rose) H.M.Hern.
8. Zapoteca cruzii H.M.Hern.
9. Zapoteca filipes (Benth.) H.M.Hern.
10. Zapoteca formosa (Kunth) H.M.Hern.
11. Zapoteca gracilis (Griseb.) Bässler
12. Zapoteca lambertiana (G.Don) H.M.Hern.
13. Zapoteca media (M.Martens & Galeotti) H.M.Hern.
14. Zapoteca microcephala (Britton & Killip) H.M.Hern.
15. Zapoteca mollis (Standl.) H.M.Hern.
16. Zapoteca nervosa (Urb.) H.M.Hern.
17. Zapoteca portoricensis (Jacq.) H.M.Hern.
18. Zapoteca quichoi H.M.Hern. & Hanan-Alipi
19. Zapoteca ravenii H.M.Hern.
20. Zapoteca scutellifera (Benth.) H.M.Hern.
21. Zapoteca sousae H.M.Hern. & A.Campos
22. Zapoteca tehuana H.M.Hern.
23. Zapoteca tetragona (Willd.) H.M.Hern.